# Barraca A-03
La barraca A-03 és una barraca de vinya del municipi de Subirats (Alt Penedès), situada a les vinyes de Can Milà, entre Sant Pau d'Ordal i Lavern.
És una construcció aixecada en pedra seca, de planta circular i forma troncocònica, de 3,90 x 3,90 m de diàmetre a la base i una alçada màxima de 3,05 m. La construcció és de la tipologia de sostre de falsa cúpula. El portal, de llinda simple, està orientat al sud, té una alçada de 168 cm, una amplada de 55 cm i un gruix de 80 cm.
El codi utilitzat en la denominació d'aquesta barraca (lletra + número) procedeix d'un estudi realitzat per Araceli Soler i Jaume Rovira, que intenta sistematitzar la informació sobre aquests elements arquitectònics al terme de Subirats.